# Saparua
L'isola di Saparua (in indonesiano Pulau Saparua) è un'isola facente parte dell'arcipelago delle Isole Lease, a est dell'isola di Ambon, nella provincia indonesiana di Maluku (Molucche). L'isola di Haruku si trova tra Saparua e Ambon. Il porto principale si trova a sud, a Kota Saparua. È amministrata come kecamatan della reggenza di Maluku Tengah e ha una popolazione di 32.312 abitanti secondo il censimento del 2010.
Saparua fu il luogo in cui un eroe nazionale indonesiano, Pattimura, iniziò una ribellione contro le forze coloniali olandesi. È stato anche il luogo di nascita di G. A. Siwabessy, un noto politico che ha ricoperto la carica di Ministro della Sanità indonesiano negli anni '60 e '70.